# Incisione francese nel XVII secolo

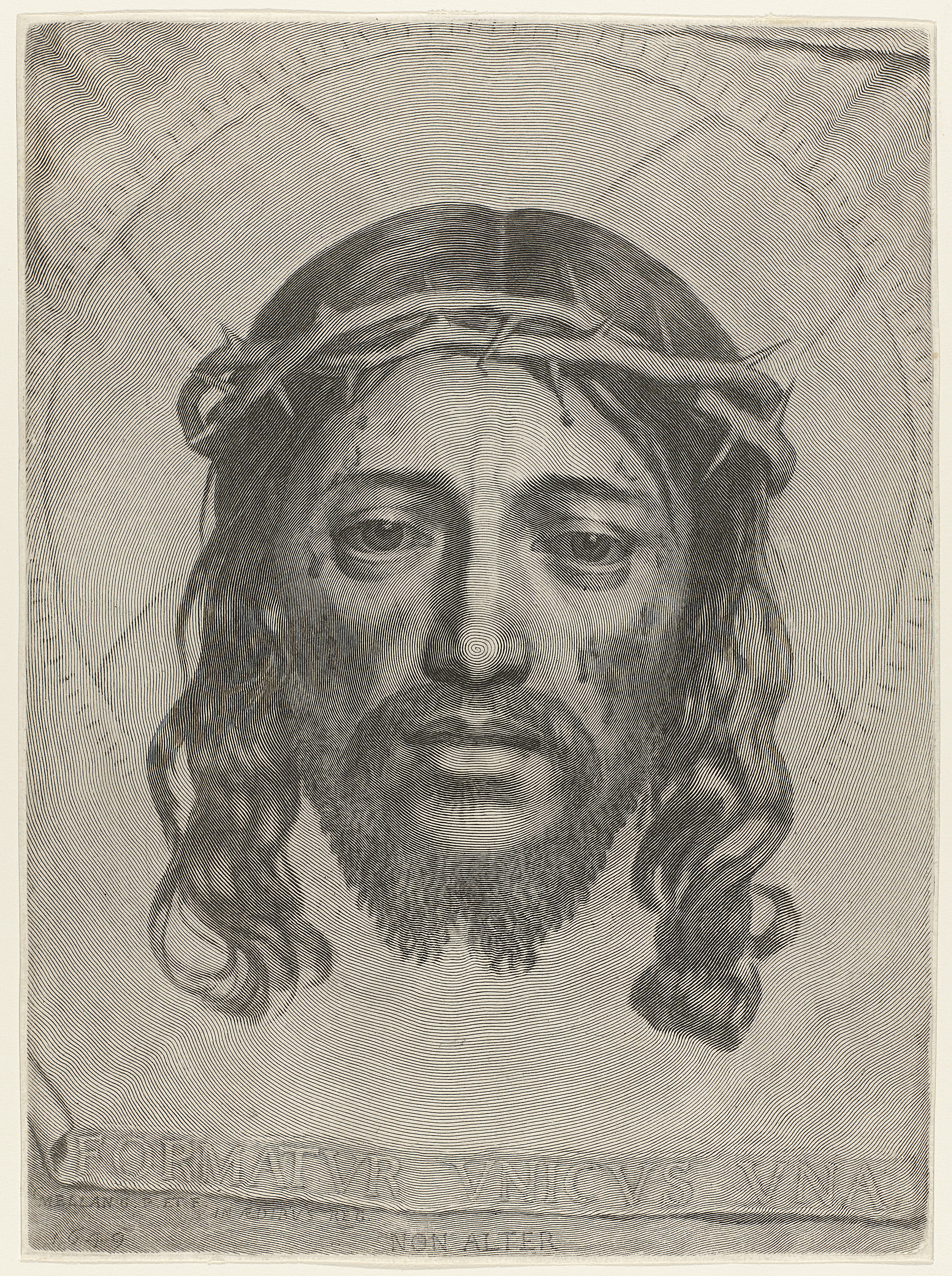
Il Volto Santo, incisione di Claude Mellan (1649; Parigi, Biblioteca Nazionale di Francia).

L'incisione francese nel XVII secolo fu segnata dallo sviluppo di tecniche come l'acquaforte e il bulino, e dall'invenzione di nuove tecniche come l'intaglio diretto o la mezzatinta. A quel tempo, la Francia conobbe uno sviluppo di questa tecnica, anche se i Paesi Bassi dominavano il mondo europeo dell'incisione.

## Storia

### L'inizio del XVII secolo
L'incisione su legno e l'incisione a bulino, che raggiunsero un altissimo livello di padronanza tecnica nel XV e XVI secolo, furono soppiantate dall'acquaforte all'inizio del XVII secolo.

## Le tecniche

### Silografia
Durante il XVII secolo, silografia (o xilografia) dovette affrontare la concorrenza sempre più accanita dell'incisione a scalpello, che consentiva una maggiore finezza del tratto. Dall'inizio del secolo divenne più raro nel mondo dell'editoria, prima di tutto per i libri scientifici (dall'inizio del secolo) poi nei libri di pregio (intorno al 1630 per Parigi, intorno al 1650 per Lione). Anche se la tecnica conobbe un ritorno di popolarità alla fine del secolo nelle produzioni su larga scala, i legni utilizzati furono spesso riutilizzati a partire dal XVI secolo. Possiamo tuttavia evidenziare il progetto editoriale di Guillaume Desprez, tipografo vicino a Port-Royal. Ordinò una serie di xilografie appositamente per la sua edizione dell'Antico Testamento apparsa tra il 1683 e il 1708.
Questa tecnica continua ad essere utilizzata anche per produrre stampe popolari, come le mazarinade, prodotte su larga scala durante la Fronda. Infatti, la xilografia, essendo una tecnica di formato economico, consente una tiratura maggiore e più veloce rispetto alle incisioni calcografiche.

### Bulino
L'incisione a bulino apparve nella Germania meridionale intorno al 1470 e conobbe un importante sviluppo per tutto il XVI secolo. Tuttavia, nella prima metà del XVII secolo, era considerato particolarmente adatto alla riproduzione pittorica. Questa imitazione dell'incisione viene talvolta prodotta direttamente nello studio del pittore. È il caso, ad esempio, di Jacques Stella, le cui nipoti, Antoinette e Claudine Bouzonnet-Stella, così come suo nipote Antoine Bouzonnet-Stella, lavoravano nel suo studio al Louvre e incidevano le opere dello zio, lavorando anche come pittori e disegnatori. La particolarità di questa organizzazione familiare è che permette a due incisori di avere una produzione riconosciuta, cosa ancora rara nel XVII secolo.
Tuttavia, l'invenzione dell'incisione con il bulino continua ad esistere, come dimostra l'opera di Claude Mellan. Questo incisore, figlio di un calderaio e formatosi a Roma, si distingue per un altissimo livello di padronanza tecnica del bulino. Così, egli crea il Volto Santo da una spirale la cui variazione dello spessore della linea crea il disegno.

### Acquaforte
Questa nuova tecnica può essere spiegata con influenze fiamminghe e italiane. Infatti, gli artisti fiamminghi immigrati a Parigi portarono la nuova pratica dell'intaglio ; mentre la pratica di viaggiare in Italia è fonte di emulazione per gli artisti. Così, grandi nomi si susseguirono a Roma come Jacques Callot o Claude Mellan.

## Produzione e distribuzione

### Organizzazione della professione
Durante il regno di Luigi XIV ci fu uno sviluppo dell'incisione e una vera e propria organizzazione della professione. Il dinamismo della tecnica dell'incisione calcografica è favorito dalla libertà concessa agli artisti. Infatti, i mestieri e le arti e i mestieri furono poi organizzati in corporazioni responsabili della regolamentazione delle professioni. Nonostante i numerosi tentativi di assoggettare gli incisori al sistema corporativo, questa libertà divenne ufficiale con la decisione del Consiglio di Stato di Saint Jean de Luz il 26 maggio 1660. Questo atto stabilì l'incisione come arte liberale e garantì agli incisori la loro indipendenza da qualsiasi sistema corporativo. Questo decreto fu rispettato per tutto il regno di Luigi XIV dagli incisori e dai commercianti di stampe, mentre gli stampatori calcografici si organizzarono in una comunità durante l'anno 1677.
Va anche notato che lo studio dell'Inventario della collezione francese mostra che molti incisori hanno solo poche stampe attribuite a loro. Ciò è dovuto al fatto che molti hanno l'incisione solo come attività secondaria. È il caso, ad esempio, degli orafi che incidono solo per un progetto specifico, dei dilettanti che praticano l'incisione solo per interesse personale, per divulgare un'idea o come parte della loro formazione, oppure di artisti o architetti che sporadicamente si cimentano nell'incisione come Charles Le Brun.

### Il potere di Luigi XIV e l'incisione
La libertà del commercio non esentava gli incisori dalla censura istituita dal potere reale. Ad esempio, dal 1677 in poi, fu vietato incidere castelli e dipinti appartenenti al re senza previa autorizzazione. Il monitoraggio delle pubblicazioni è severo. Ad esempio, nel 1694, fu diffusa un'immagine raffigurante Luigi XIV incatenato da quattro amanti, mentre ritagliava la scultura I quattro prigionieri, che era stata appena inaugurata da Place des Victoires. Non solo l'immagine fu vietata, ma il garzone del legatore e il tipografo furono impiccati il 19 novembre 1694 in Place de Grève, mentre l'incisore dovette la sua salvezza solo alla sua fuga precipitosa. In generale, gli incisori e gli stampatori erano particolarmente monitorati e suscettibili di essere incarcerati, come Nicolas II de Larmessin.

### Mobilità internazionale
L'incisione francese si colloca all'intersezione tra l'incisione fiamminga o olandese e l'incisione italiana. Tra il 1598 e il 1639, dodici incisori olandesi e trenta fiamminghi si stabilirono nella capitale francese. Alcuni di questi artisti fecero tappa a Parigi sulla strada che collegava l'Italia e il Nord Europa. È il caso, ad esempio, di Charles de Mallery, incisore di Anversa, che, dopo un soggiorno a Roma, all'alba del Seicento si trovava a Parigi, dove realizzò immagini devozionali e ritratti, prima di tornare nella sua città natale in data imprecisata. Nel caso degli incisori fiamminghi, a causa delle turbolenze politiche nella loro regione, molti si stabilirono definitivamente a Parigi.
Molti artisti francesi soggiornarono a Roma, come Claude Mellan, che lì fece apprendistato e iniziò la sua carriera prima di tornare in Francia per motivi a noi ancora sconosciuti. Durante il suo soggiorno conobbe Simon Vouet, pittore francese che viveva nella città italiana, e mise a punto una tecnica incisoria che gli permise di illustrare fedelmente la resa della scultura. Anche Jacques Callot trascorse del tempo a Roma.
Durante il regno di Luigi XIV, c'era una reale volontà politica di fare di Parigi la capitale europea dell'incisione.

## I temi principali

### Stampe e arti decorative
La stampa gioca un ruolo importante nel dinamismo della creazione e nella diffusione dei modelli delle arti decorative. Le stampe permettono di diffondere immagini moltiplicabili in modo identico e quindi di esportare forme e modalità in tutta Europa.

### Stampe popolari
Il termine "popolare" si riferisce più all'argomento che al pubblico a cui è destinato. Oltre al periodo della Fronda, segnato da una fioritura di caricature, l'incisione è caratterizzata da un consolidamento nel Seicento. I temi sfruttati dalle stampe popolari sono soprattutto le persone comuni e la loro vita quotidiana. Infatti, la censura monarchica veniva esercitata sull'edizione dell'incisione, escludendo così qualsiasi critica politica, a meno che non fosse diretta contro nazioni straniere rivali come la Spagna o i Paesi Bassi.
Questi tipi di stampe cercano di trasmettere un messaggio morale in tono serio o umoristico denunciando i vizi della natura umana come l'avarizia, la gola e il lusso. Questa tradizione di raccogliere proverbi per scopi morali può essere fatta risalire al Medioevo. La morale di queste opere è spesso sotto forma di un breve testo o di frasi isolate ancorate alla vita quotidiana dello spettatore.

#### La raccolta dei proverbi più illustri
La raccolta dei proverbi più illustri (in francese: Le recueil des plus illustres proverbes) è un'opera pubblicata da Jacques Lagniet nel 1657 e poi rieditata più volte nel corso del XVII secolo. Quest'opera si compone di tre libri di circa quaranta tavole ciascuno: I  proverbi morali, I proverbi  gioiosi e piacevoli e La  vita dei mendicanti nei proverbi (in francese:  Les proverbes moraux, Les proverbes joyeux et plaisants, La vie de gueux en proverbs). Le tavole pubblicate si ispirano a proverbi ben noti, veicolando la morale popolare.
Queste stampe sono una fonte essenziale per comprendere l'iconografia popolare della metà del XVII secolo. Sebbene questa collezione sia stata ampiamente utilizzata storicamente a partire dal XIX secolo, lo studio artistico di queste tavole deve ancora essere fatto.

## Principali incisori del XVII secolo
- Abramo Bosse
- Claude Mellan
- François Chauveau
- Jacques Bellange
- Jacques Callot
- Jacques Dassonville
- Jean Lepautre
- Roberto Nanteuil
- Sébastien Leclerc